# ناكاغاوا-كو
ناكاغاوا-كو (باليابانية: 中川区) هو حي في اليابان، يقع في ناغويا، بلغ عدد سكانه 220,551 نسمة وذلك حسب إحصائيات سنة 2017، تبلغ مساحته 32.03 كيلومتر مربع.

## الموقع
يشترك في الحدود مع:
- أتسوتا-كو.

## أعلام
- مايكو ايتو
- أكيهيرو مايدا